# Mehringdamm (Berlins tunnelbana)
Mehringdamm är en tunnelbanestation i Berlin för linje U6 och U7 som fått sitt namn efter gatan Mehringdamm. Stationen öppnades 1924 och har byggts om 1964–1966 och 2012–2013.

## Historia

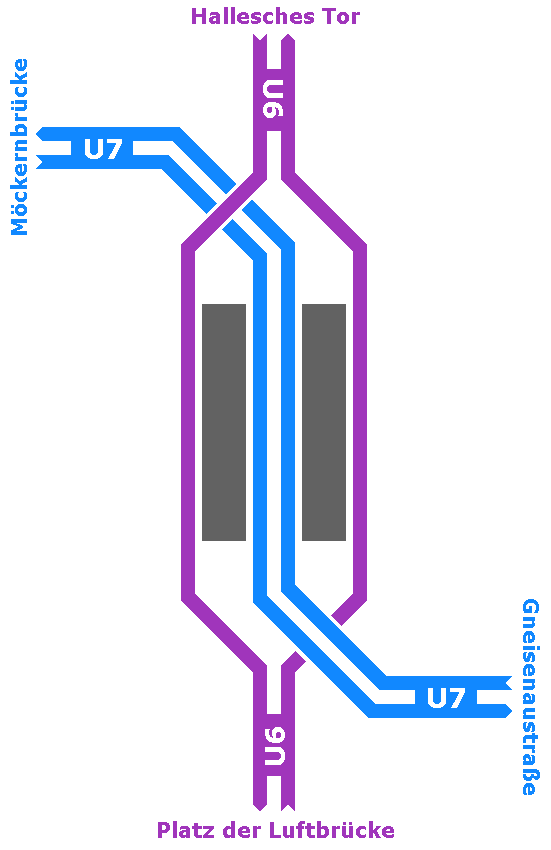
Karta över tunnelbanelinjerna på station Mehringdamm

Mehringdamm öppnade under namnet Belle-Alliance-Strasse 1924 som del av linje U6 som planerades under namnet Nord-Süd-Bahn. Stationen ritades av Alfred Grenander och utmärkte sig genom sitt valvtak i vit puts. Byggandet av linjen påbörjades i december 1912 och såg ut att vara avslutande 1917-1918 men första världskriget försenade projektet. 1921 återupptogs byggandet och 1923 öppnade linjen, från 1924 även till Mehringdamm. Då var stationen ännu inte helt klar, först 1926 blev den en bytesstation. Vid Mehringdamm förgrenades linjen, en gick österut mot Neukölln och den andra delen fortsatte söderut mot Tempelhof som slutstation från 1929 efter etappvisa utbyggnader under 1920-talet. U6 hade då beteckningen C med beteckningarna CI och CII för respektive förgrening. 

### U6 och U7
Under 1950-talet bestämdes att man skulle undvika att linjer och stationer delade spår och istället ha korsningsstationer. Nuvarande U7 byggdes ut från 1959 utifrån den existerande delen på linje U6:s en del, en första utbyggnad söderut stod klar 1963. 1961-1966 följde den södra förlängningen av linje U6. Detta innebar att stationen Mehringdamm byggdes om 1964-1966 då linje U7 skapades utifrån linje U6:s östra del och sedan drogs västerut i etapper. Tidigare hade linje U6 delat sig i två riktningar på Mehringdamm. Ombyggnationen av stationen gjorde att den tidigare välvda taket byggdes bort och istället fick stationen ett platt tak och tegelväggar. Ombyggnaden utformades av Rainer G. Rümmler.
Mehringdamm byggdes om 2012-2013 och återställdes delvis till sin ursprungliga utformning med välvda tak och vit puts.

## Galleri

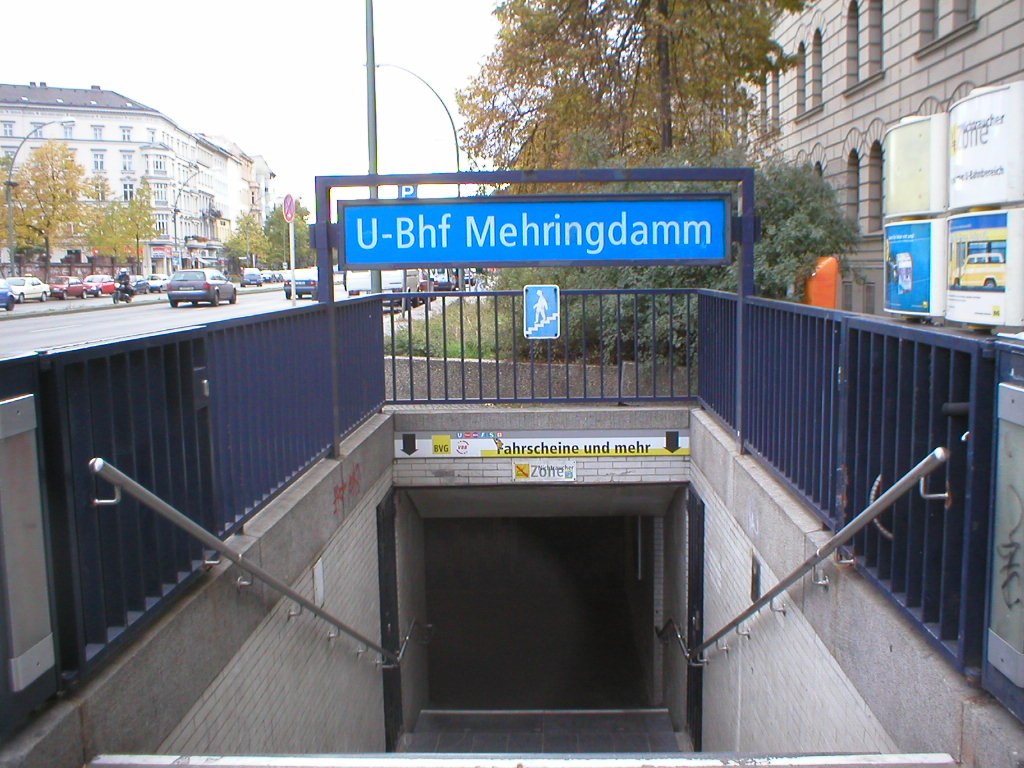
Entrén till U-Bahnstation Mehringdamm
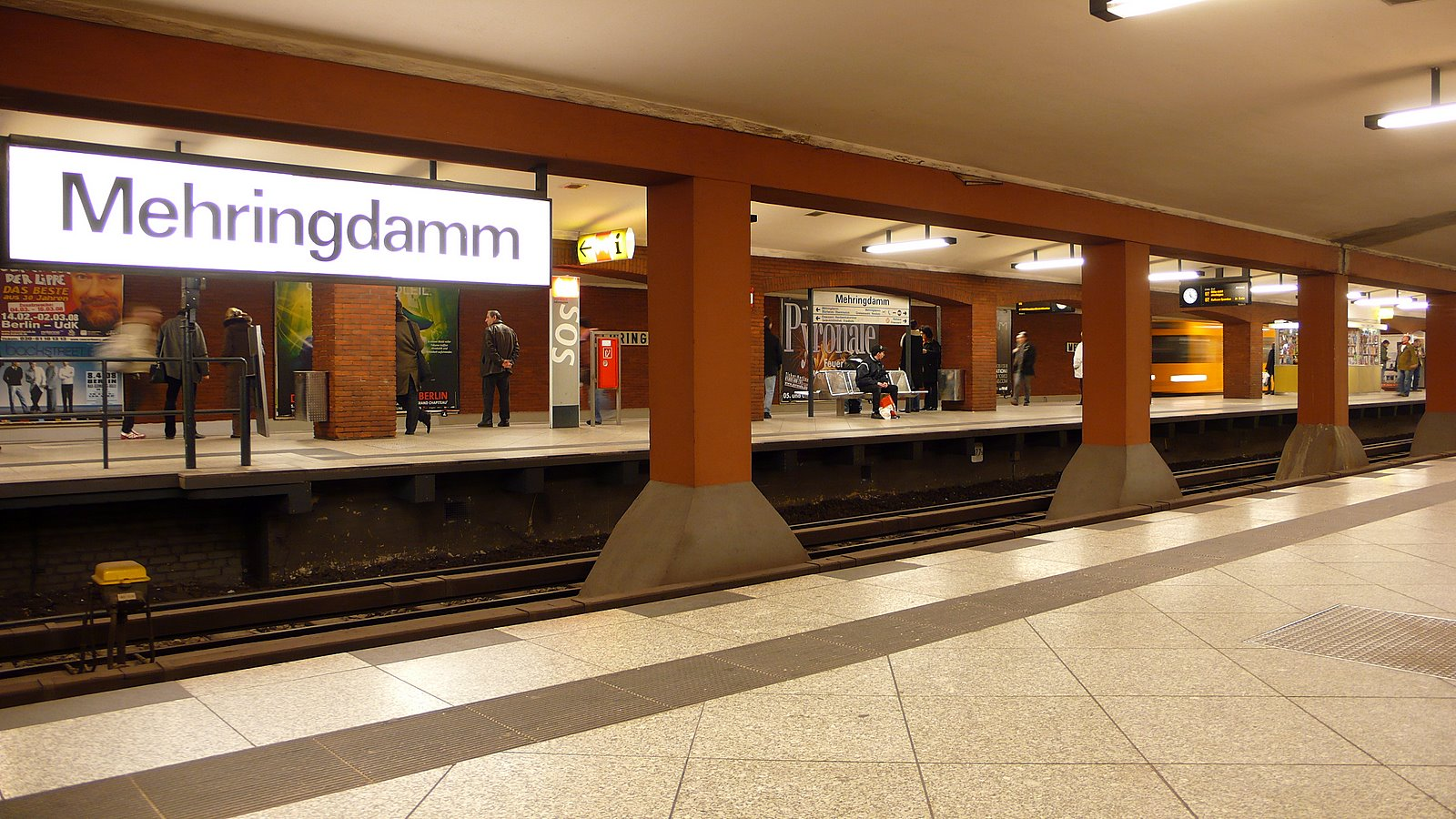
Mehringdamms utseende efter ombyggnaden 1964-1966.
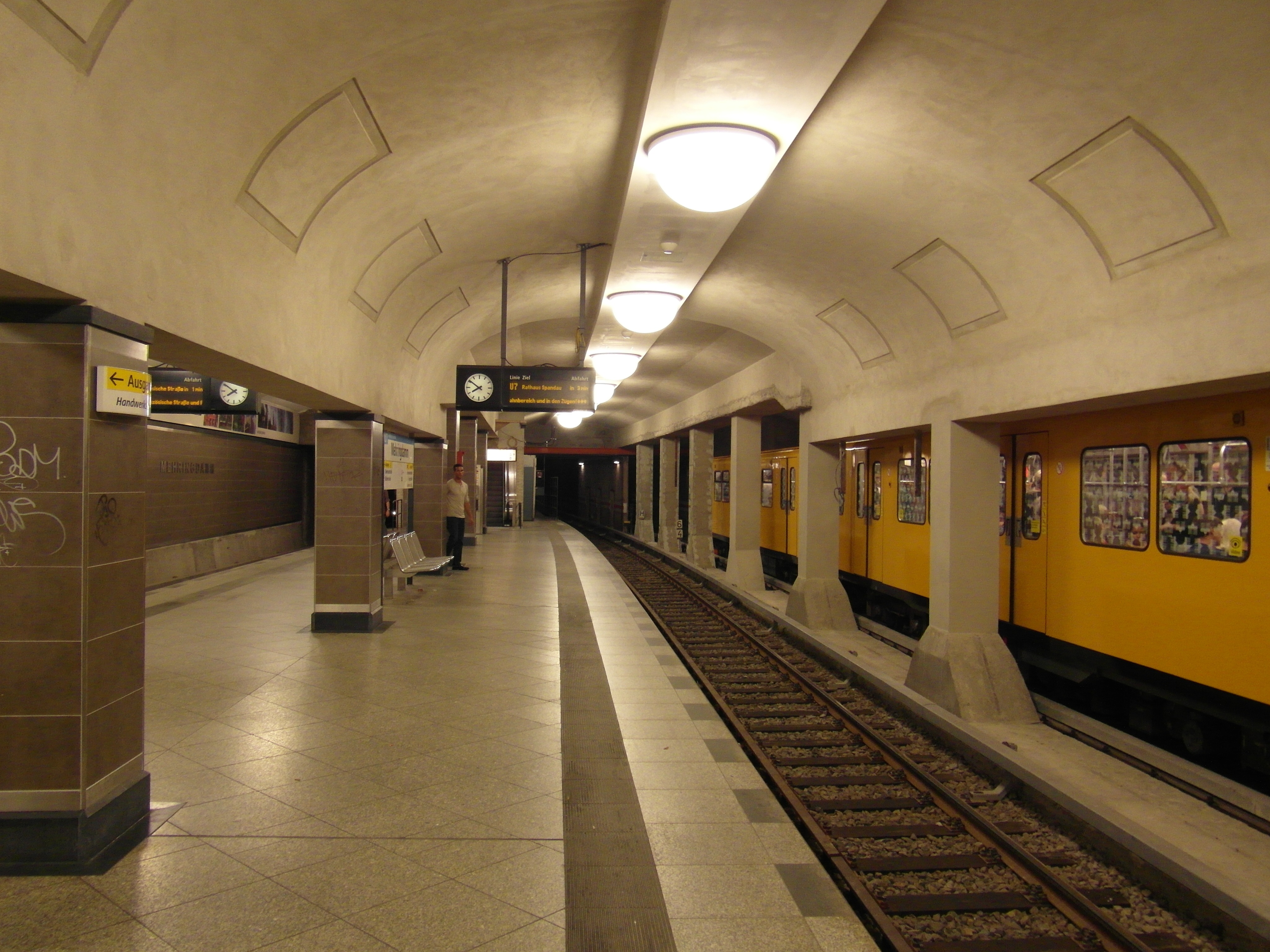
Mehringdamm 2012
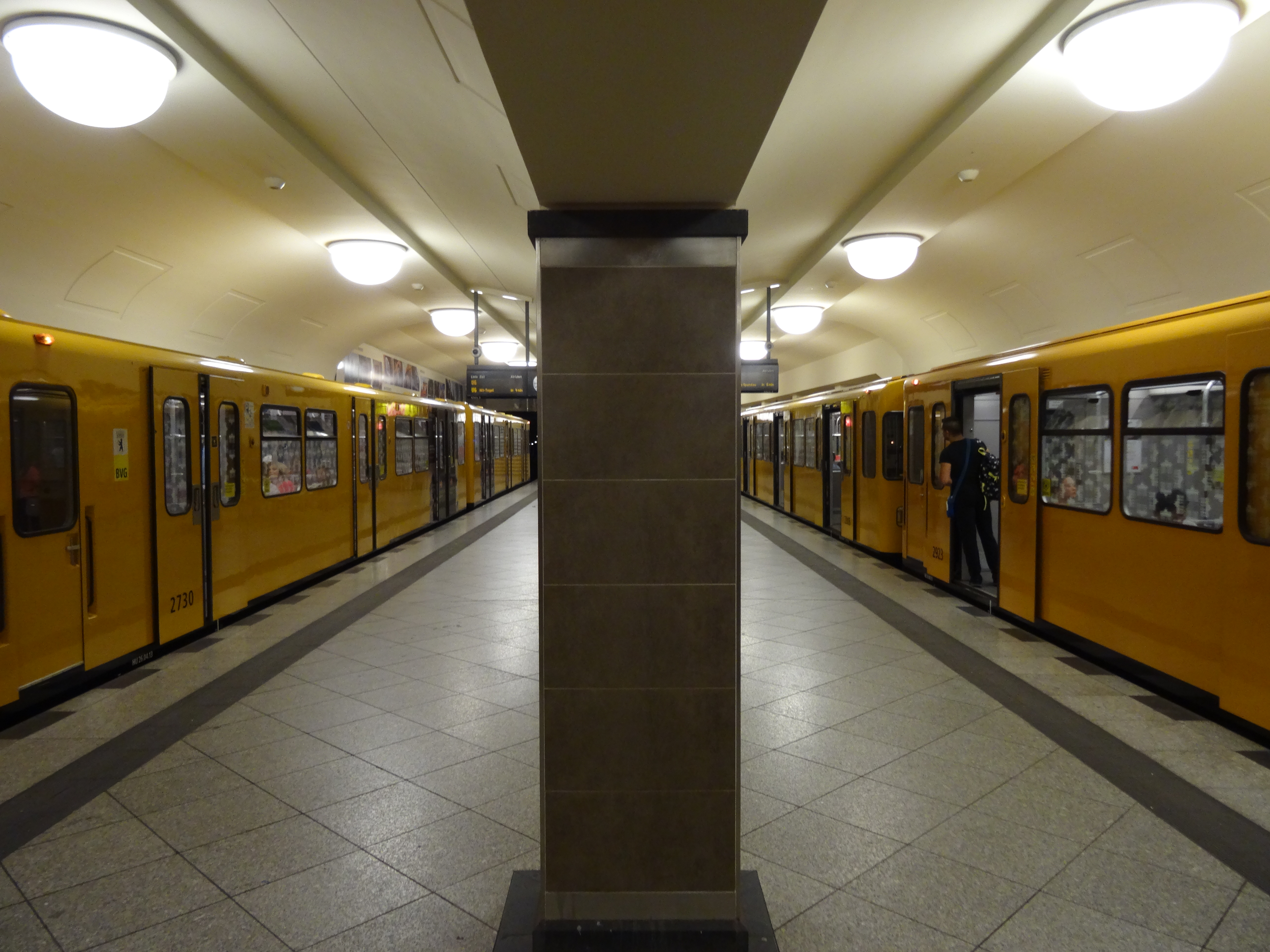
Sydgående tåg på U6 och U7